# Nangi
Nangi är en ort i Indien.   Den ligger i distriktet South 24 Paraganas och delstaten Västbengalen, i den östra delen av landet, 1 300 km sydost om huvudstaden New Delhi. Nangi ligger 10 meter över havet och antalet invånare är 440 894.
Terrängen runt Nangi är mycket platt. Runt Nangi är det mycket tätbefolkat, med 2 431 invånare per kvadratkilometer. Närmaste större samhälle är Calcutta, 16,3 km öster om Nangi. Trakten runt Nangi består till största delen av jordbruksmark.